# Blu egiziano
Il blu egizio (noto anche come blu egiziano o azzurro egiziano) è un pigmento inorganico sintetico. 
È un tetrasilicato di rame e calcio (CaCuSi4O10 o CaOCuO(SiO2)4.
Il pigmento era conosciuto da Egizi, Etruschi, Greci e Romani e fu usato anche nel Medioevo e nel Rinascimento ed è noto anche con vari altri nomi quali fritta d'Alessandria, blu ercolano, blu pompeiano, blu sinterizzato.
«Ricerche condotte, sotto la guida del Linceo Antonio Sgamellotti (...), sul Trionfo di Galatea hanno dato un risultato sorprendente: vi fu estesamente adoperato il blu egizio, pigmento assai comune in età romana in pittura e nella diffusa policromia dei marmi, ma poi apparentemente scomparso dall'uso». In una Conferenza all'Accademia delle Arti del Disegno lo stesso Sgamellotti, introdotto da Giorgio Bonsanti e Cristina Acidini, espone la ricerca diagnostica sull'opera di Raffaello in relazione anche alla storia della Farnesina, dei suoi architetti, artisti e dell'amore tra Agostino Chigi e Dorotea.

## Storia

Frammento di pigmento blu, conservato al Museo Egizio di Torino

Il blu egizio è un pigmento tipicamente associato all'Antico Egitto e alla sua arte (definito anche come blue frit, "fritta blu" nei testi anglosassoni), molto spesso considerato come il primo vero pigmento sintetico il cui processo di fabbricazione è strettamente connesso con la nascente produzione vetraria. Appare quasi contemporaneamente in Egitto, a Creta e in Mesopotamia – anche se l'origine sembrerebbe comunque egiziana – prendendo rispettivamente il nome di hsbd irit, uknû merku e kuwano (Delamare 2013). Si diffonderà per tutto il bacino del Mediterraneo grazie alla potenza di Roma per poi scomparire lentamente nel Medioevo.
Si suppone che la scoperta del processo di fabbricazione si collochi intorno al 3100 a.C., è stato infatti suggerito da Hatton, Shortland, e Tite (2008 p. 1591) già per le pitture della tomba 3121 di Saqqara della fine della I Dinastia intorno al 2900 a.C. Il suo impiego si generalizza nella IV Dinastia: è riportato ad esempio da (Delamare 2013 p. 5) sulla stele di Mery del Louvre (circa 2550 a.C.) e da Riederer (1997 p. 23) sulla statua di Rahotep, tutti della IV Dinastia, e sui geroglifici incisi nella piramide di Unas, della V Dinastia, da Stulik, Porta, and Palet (1996) su delle pitture murali, sempre della IV Dinastia.
Va segnalata l'antichità dei ritrovamenti di Creta risalenti al periodo pre-palaziale di Cnosso tra il 3000 e il 1900 a.C., anche se ci sono elementi per credere che in questo caso si trattasse di un prodotto importato dall'Egitto (Filippakis, Perdikatsis, e Paradellis 1976; Delamare 2013 p. 5 e p. 11). Nel Medio Oriente appare sotto forma di perline, trovate nel cimitero di Ur in uno strato datato tra il 2600 e il 2350 a.C. (Moorey 1994 p. 187). Nel corso dell'Antico e del Medio Regno la composizione del blu egizio si mantiene relativamente stabile utilizzando rame metallico o sotto forma di malachite (Nicholson e Shaw 2000 p. 44). Nel passaggio tra la civiltà del rame a quella del bronzo, assistiamo alla parallela sostituzione del rame con scarti della lavorazione del bronzo dalla composizione variabile che segue l'evoluzione della tecnologia di quest'ultimo come testimoniato dalla presenza di stagno o di piombo (El Goresy 1986 p. 18; Delamare 2013 p. 6-7).

### Fabbricazione

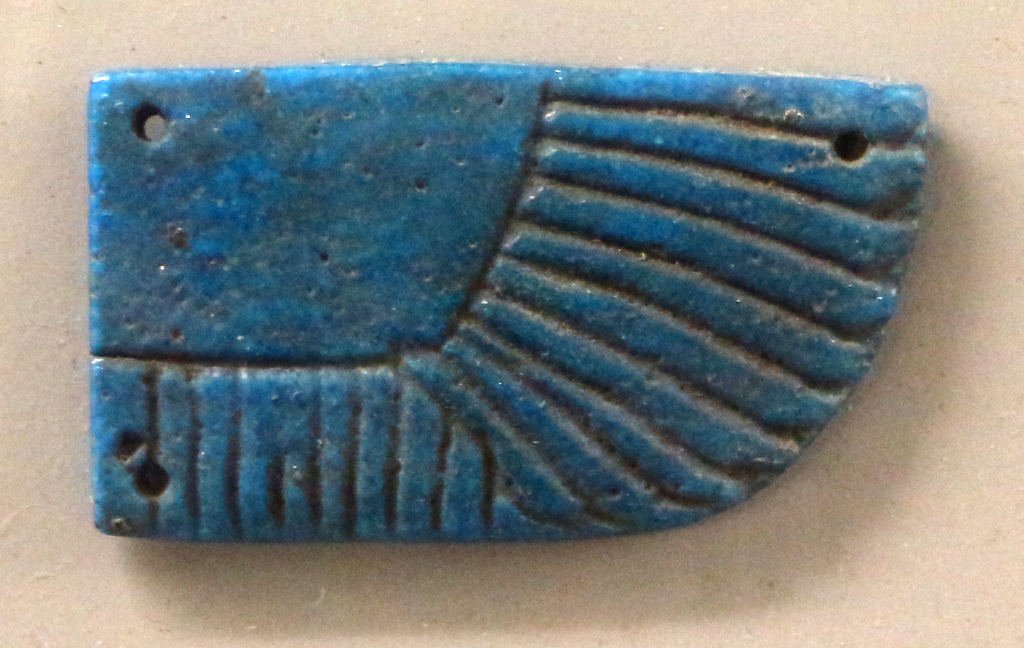
Ala di scarabeo in blu egizio, conservata al Museo archeologico di Milano

Gli unici dati scritti che possono essere avvicinati al blu egizio ci giungono da Tell'Uma gay e babilonesi databili intorno alla fine del XVII secolo a.C. che descrivono la fabbricazione di vetri anche colorati di blu utilizzando il rame (Forbes 1966 p. 131-145). Non ci sono invece ricette che descrivono i metodi di fabbricazione del blu in Egitto. Tanti studiosi del XIX e del XX secolo si sono dunque interessati a questo pigmento per scoprirne la vera natura e per tentare di replicarlo (il primo a ottenere un prodotto simile fu Davy nel 1815), ma considerando che le uniche fonti scritte disponibili sono di epoca Romana, principalmente Vitruvio (VII, 11), e che piccole variazioni nella composizione o nelle condizioni ambientali possono determinare importanti differenze nel tono o nella trasparenza, si è dovuto arrivare agli anni sessanta del Novecento per avere un'idea abbastanza chiara sulle materie prime e sui metodi di fabbricazione utilizzati dagli Egizi.
Il blu egizio non è un vetro colorato, dato che è generalmente composto di tre fasi distinte: cristalli blu di cuprorivaite (tetrasilicato di rame e calcio), vetro interstiziale e quarzo residuo; possono essere presenti anche calcio, rame o alcali in eccesso; lo si ottiene con quantità variabili di quarzo o sabbia silicea, carbonati di calcio e rame, eventualmente con l'aggiunta di fondenti alcalini. Una ricetta (Delamare 2013 p. 8) prevede di scaldare per una trentina di ore a 950 °C in ambiente ossidante (per altri come El Goresy (1986 p. 16) in ambiente riducente) una miscela di 100 g di carbonato di calcio, 63 g di rame e circa 240 g di silice. Queste sarebbero le proporzioni stechiometriche che dovrebbero essere rispettate principalmente nel rapporto tra rame e calcio, mentre la silice è generalmente in eccesso. Quantità variabili di sostanze alcaline come il natron o la cenere di piante alofite potevano essere aggiunte per abbassare la temperatura di reazione e per favorire la formazione della fase vetrosa amorfa che influiva sia sul tono, sia sulla saturazione, sia sul grado di trasparenza; nei campioni antichi questa fase può essere assente anche per cause dovute a degrado (Hatton, Shortland, e Tite 2008 p. 1593 e 1596; Green 2001 p. 44 in Davies; Nicholson e Shaw 2000 p. 44).
Gli Egizi tuttavia non sempre impiegavano materie prime pure: come fonte di rame si utilizzavano principalmente limatura di rame più o meno puro o minerali rameici come la malachite (Hatton, Shortland, e Tite 2008 p. 1598), che a partire dalla XVIII dinastia vengono quasi del tutto sostituite dal bronzo (Delamare 2013 p. 6 e 8), per la silice si usava quarzo macinato o sabbia del deserto che conteneva già una percentuale sufficiente di calcare che altrimenti doveva essere aggiunta appositamente nella forma di roccia calcarea o di ossido di calcio. Per migliorarne il tono il blu egizio poteva essere macinato, impastato con acqua, confezionato in piccole sfere e nuovamente messo in forno; moderni studi (Canti e Heathcote 2002) sostengono che si può arrivare fino a tre successive cotture per un totale di circa 100 ore. Alcuni studiosi fanno una distinzione, sulla base della morfologia delle varie fasi, tra il prodotto di una sola cottura – inteso come prodotto di base forse destinato esclusivamente al commercio – e i composti dalla dimensione dei cristalli più ridotta ottenuti per macinazione e successiva cottura del prodotto di base (Tite, Shortland, e Hatton 2008).
Tite et al. (1987) propongono una classificazione di tre differenti tipi di pigmento tra quelli utilizzati in Egitto distinti sulla base del tono, del grado di macinazione e della composizione: scuro, con un basso contenuto di alcali; chiaro, simile al precedente ma con cristalli più piccoli; chiaro “diluito” in quanto l'alto contenuto di alcali portava alla formazione di vetro che ne attenuava il tono, quest'ultimo più comune a partire dalla XVIII dinastia. Una distinzione tra i vari gradi di macinazione e i relativi toni è già presente in Teofrasto (c. LV) e testimonia dell'ormai acquisita conoscenza della relazione tra la dimensione delle particelle e il tono più o meno scuro (vedi anche (Gettens e Stout 1942 p. 112; Middleton e Humphrey 2001 p. 12; S. Pagès-Camagna et al. 2006 p. 141). Una volta polverizzato poteva anche essere impastato con acqua o un blando legante, formato in stampi e rimesso in forno, anche a una temperatura relativamente bassa, per ottenere piccole statuette o perline, come dimostrato da tantissimi reperti documentati a partire dalla VI Dinastia.
Da uno scavo effettuato da Petrie nel 1894 a Tell el-Amarna – le cui conclusioni sono state riviste da Nicholson nel 1995 – è emerso un laboratorio dove avveniva la fabbricazione di vetro e del blu egizio; dalle analisi compiute sui forni si è potuto stimare che uno di essi aveva raggiunto una temperatura massima di circa 1250 °C (Nicholson 1995). Diversi campioni blu e verdi di materiale grezzo risalenti al Nuovo Regno, forse addirittura destinati a una seconda cottura prima di essere impiegati come pigmento o per modellare oggetti, sono stati studiati da Hatton, Shortland e Tite (2008) e confrontati con campioni di provenienza mesopotamica.
L'uso del blu egizio si estenderà fino al periodo Tolemaico e si diffonderà in tutto il bacino del Mediterraneo (Creta e isole dell'Egeo, Babilonia, Assiria, Grecia, ecc.) diventando in seguito il blu per eccellenza dei Romani con il nome di caeruleum. Andrà poi lentamente scomparendo durante il Medioevo (Gaetani, Santamaria, e Seccaroni 2004); l'identificazione più tarda è stata effettuata su un dipinto di Giovanni Battista Benvenuti detto l'Ortolano del 1524 (Bredal-Jørgensen et al. 2011)
Generalmente il blu egizio è un pigmento molto stabile, non viene alterato da luce, acidi o alcali. Tuttavia sono riportati casi in cui si è notata un'alterazione della fase vetrosa dovuta a un'alta presenza rame e di fondenti alcalini che ha reso friabile il pigmento (Green 2001 p. 44 Pagès-Camagna e Colinart 2003). In altri casi è stato notata la formazione di gesso che ha dato luogo a un annerimento superficiale delle campiture blu (Green 2001 p. 45). È stato pure proposto che sia i cloruri di rame che la malachite possano essere anche prodotti dall'alterazione in verde del blu egizio (Lee e Quirke 2000 p. 112; Schiegl, Weiner, e El Goresy 1992), anche se su questa eventualità sono stati sollevati dei dubbi (Riederer 1997 p. 28).

### Applicazioni moderne
Se eccitato da luce visibile, il blu egizio emette una luminescenza nel vicino infrarosso estremamente potente e caratterizzata da un lungo tempo di vita; ciò ha permesso di rilevare la sua presenza sulla superficie di oggetti in cui il pigmento appare invisibile all'occhio umano. Questa proprietà ha anche reso possibile l'identificazione di tracce di questo pigmento su manufatti risalenti al sedicesimo secolo, quando ormai l'utilizzo di questo materiale era andato in disuso da molti anni. La luminescenza nel vicino infrarosso (regione dello spettro elettromagnetico nella quale né i grassi né l'emoglobina presentano alti coefficienti di assorbimento) e la capacità del blu egizio di essere facilmente esfoliato in acqua a formare "nanosheets", rendono questo materiale assai promettente per diverse applicazioni di alta tecnologia: tra queste possiamo annoverare la biomedicina (bioimaging), le telecomunicazioni, i laser e gli inchiostri di sicurezza, ma si può considerare l'impiego del blu egizio anche per dissipare calore in applicazioni termiche e per ottimizzare le prestazioni di celle fotovoltaiche.

## Nomi alternativi
- Hsbd irit
- Kuwano
- Caeruleum vestorianum
- Blu Ercolano
- Blu pompeiano
- Blu sinterizzato
- Cyanos sceuatos
- Fritta blu
- Fritta d'Alessandria
- Lomentum